# Icarus (revue)
ICARUS, initialement publié sous le nom Icarus: International Journal of Solar System Studies, est une revue scientifique à comité de lecture fondée en 1962. La revue présente des recherches effectuées dans des domaines concernant la planétologie tels que l'astronomie, la géologie, la météorologie, la physique et la biologie.
Publication de l'Academic Press (qui fait partie désormais de l'éditeur scientifique Elsevier Science), le journal est géré depuis 1974 par la Division for Planetary Sciences (en) (DPS) de l'Union américaine d'astronomie. Supportée par l'université Cornell, la revue est nommée d'après Icare. Le frontispice de chaque numéro présente une citation de Arthur Stanley Eddington comparant l'aventure d'Icare à celle du chercheur scientifique qui « pousse ses théories jusqu'au point de rupture, au moment où les joints faibles se rompent. »,
D'après le Journal Citation Reports, le facteur d'impact de ce journal était de 3,340 en 2009.

## Directeurs de publication
- Carl Sagan, 1968-1979[4]
- Joseph A. Burns, 1980-1997[5]
- Phil Nicholson, 1998-en cours[6]